# Яномами (язык)
Янома́ми (Parahuri, Surara, Waicá, Waiká, Xurima, Yanoam, Yanomam, Yanomámi, Yanomamé) — самый распространённый из близкородственных яномамских языков, на котором говорит народ яномамо, проживающий у реки Катримани штата Рорайма; на посту Тоототоби штата Амазонас; у реки Урарикуэра поста Вайка штата Рорайма в Бразилии. Имеет много диалектов: жауари (айка, жоари, йоари), кохорошитари, наномам (кариме), шаматари, янамам (вайка, патимитхери), яномам (гуадема, наомам, вадема, варема), яномай (тоототоби). Похож на язык яномамё.